# Назарук Сергій
Назарук Сергій (4 жовтня 1896, Володимир — 1952, Кемеровська область, Росія) — посол Сейму Польщі (1923-?)
1915 р. закінчив гімназію в Києві. Мобілізований у царську армію, брав участь в українізації військових частин.
В 1919 р. повернувся на Волинь, разом з іншими ентузіастами заснував у Володимирі товариство «Просвіта».
У 1922 р. був кандидатом до Сейму за списком БНМ у виборчому окрузі № 56 (Ковель, Любомль, Володимир, Горохів). Посольський мандат отримав у 1923 р. замість В. Комаревича, якого верховний суд позбавив депутатських повноважень. Член Українського сеймового клубу, у 1925 р. був заступником голови. Працював у сеймових комісіях: військовій та морській. Автор 68 інтерпеляцій, 1 депутатської пропозиції, 8 разів виступав з сеймової трибуни.
Був одним із співзасновників партії «Селянський союз», на установчому з‘їзді «Сельробу» голосував проти входження «Сельсоюзу» до складу цієї сили, відтак з групою однодумців покинув ряди партії, пізніше разом з П. Васиньчуком намагався відродити діяльність «Селянського союзу». В 1935 р. вступив до Волинського Українського об'єднання, член його повітової управи.
Наприкінці 1946 р. заарештований НКВД, засуджений до 7 років таборів. Помер в 1952 р. у таборі в Кемеровській області Росії.